# Patrick Henry Bruce
Pour les articles homonymes, voir Patrick Henry, Henry et Bruce.
Patrick Henry Bruce, né le 25 mars 1881 dans le Comté de Campbell en Virginie et mort le 12 novembre 1936 à New York, est un peintre moderne américain qui pratiqua une forme de cubisme, souvent associé au synchromisme et à l'orphisme.

## Biographie

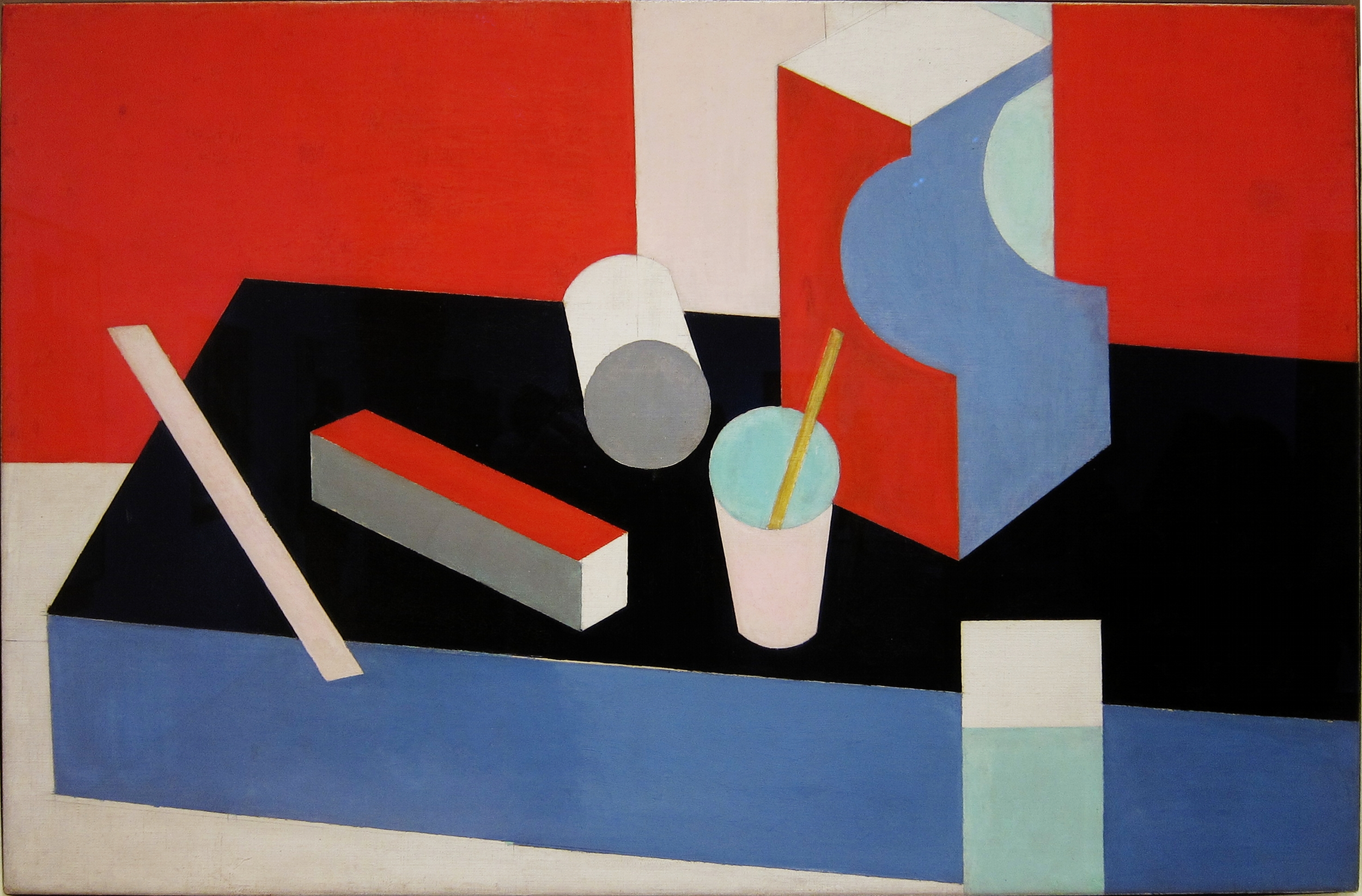
Painting (1929-30), au MoMA

Descendant de Patrick Henry, Bruce est issu d'une grande famille de planteurs du Sud plus ou moins ruinée. À 18 ans, il suit des cours du soir à l'Art Club de Richmond alors qu'il est employé dans une agence immobilière. Sa première peinture connue date de 1900.
En 1902, il part pour New York, où il étudie avec William Merritt Chase, Robert Henri et Kenneth Hayes Miller. En Février 1904, il vient à Paris, et y restera jusqu'en 1933. Son évolution vers le modernisme est graduelle. Dès 1908, l'influence d'Auguste Renoir et de Paul Cézanne est sensible et il est l'un des premiers à s'inscrire à l'académie Matisse, l'école d'Henri Matisse. Il se lie à Samuel Halpert.
Bruce expose régulièrement au Salon d'automne et rencontre la plupart des artistes de l'avant-garde du début du XXe siècle. Il est notamment très proche de Sonia et Robert Delaunay en 1912–14 lorsque l'influence de l'orphisme se fait sentir dans ses œuvres. Les travaux de sa maturité préfigurent ceux développés par Fernand Léger et Amédée Ozenfant dans les années 1920. 
Son œuvre était particulièrement appréciée de Marcel Duchamp et a peut-être influencé Matisse, son ancien professeur. 
Souvent insatisfait de ses toiles, Bruce en a détruit un grand nombre et seule une centaine sont conservées. De retour à New York en 1933, il s'y suicide en 1936.